# Ctenoplusia mapongua
Ctenoplusia mapongua là một loài bướm đêm trong họ Noctuidae.